# M/S Stockholm av Göteborg
M/S Stockholm av Göteborg är ett svenskt k-märkt tidigare tjänstefartyg.
M/S Stockholm byggdes 1953 på Helsingborgs varv i Helsingborg för Sjöfartsverket som lotsdistrikts- och tjänstefartyg. Hon användes som tjänstefartyg till 1983, då hon såldes till en köpare i Storbritannien. År 1997 köptes hon av Rederi AB Ishavet i Partille och rustades för passagerartrafik i Arktis.